# Англо-франко-російська угода (1915)

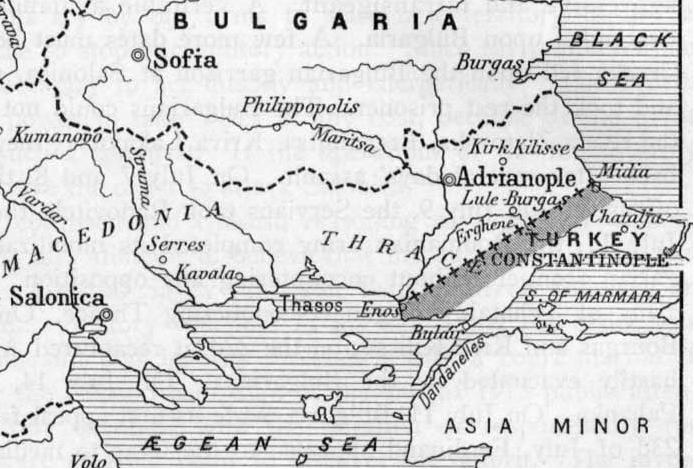
Мапа поділу району проток

Англо-франко-російська угода — оформлена 18 березня 1915 року таємна угода між країнами Антанти, за якою Велика Британія і Франція погоджувалися вирішити вікове Східне питання шляхом передачі Константинополя з чорноморськими протоками Російській імперії в обмін на землі в азійській частині Османської імперії.
Внаслідок угоди Османській імперії вперше в історії протистояла велика коаліція з трьох великих держав. Платою за Константинополь повинна була стати розгорнута Росією військово-морська Босфорська операція. Без участі російського флоту Дарданелльська операція англійського командування зазнала невдачі, але вже 1917 року міністр закордонних справ Тимчасового уряду Павло Мілюков домігся від союзників підтвердження, що умови угоди 1915 року залишаються в силі.
Після Жовтневого перевороту Ленін 3 грудня 1917 року підписав звернення до трудящих мусульман Сходу, де розголосив існування таємної угоди, заявивши, що «таємні договори поваленого царя про захоплення Константинополя, підтверджені поваленим Керенським, нині порвані і знищені».